# رود بلاكمور
رود بلاكمور (بالإنجليزية: Rod Blackmore)‏ هو عازف الأرغن أسترالي، ولد في 7 أغسطس 1935.